# Robert Volkmann
Friedrich Robert Volkmann, conocido simplemente como Robert Volkmann (y en Hungría como Volkmann Róbert), (6 de abril de 1815 - 30 de octubre de 1883) fue un compositor alemán.

## Biografía
Nació en Lommatzsch, Sajonia, Alemania. Su padre fue un director musical de una iglesia. Con él aprendió a tocar el órgano y el piano, así como el violín y el chelo. A los 12 años de edad ya tocaba los cuartetos de cuerda de Haydn, Mozart y Beethoven. En 1832, Robert Volkmann ingresó en el instituto de secundaria de Freiberg y estudió música con Anacker, y posteriormente en Leipzig con C.F. Becker en 1836. Justamente fue en Leipzig donde conoció a Robert Schumann, quien lo alentó a proseguir su carrera musical.
Cuando culminó sus estudios, comenzó a trabajar como docente de canto en la Escuela de Música de Praga. No permaneció mucho tiempo, y en 1841 se mudó a Budapest, empleado como profesor de piano y crítico de la Gaceta alemana de música vienesa. En 1852 su Trío para piano en Si bemol menor cautiva a personalidades como Franz Liszt y Hans von Bülow, que lo toman como parte de su repertorio en sus giras europeas. En 1854 se trasladó nuevamente a Viena, para retornar cuatro años después a Budapest.
En 1857, Gustav Heckenast compró los derechos para publicar toda la obra de Volkmann, por lo que puede dedicarse enteramente a la composición. Cuando visitó Viena en 1864 se acercó al círculo de Johannes Brahms. Después de que la editorial Heckenast se fusionara en la década de 1870, Volkmann dejó casi de componer.
Desde 1875 hasta su muerte, Volkmann fue profesor de armonía y contrapunto en la Academia Nacional de Música en Budapest que dirigió Franz Liszt. Volkmann falleció el 30 de octubre de 1883.

## Obras
- Piezas orquestales
  - Primera sinfonía, en re menor, opus 49 (1862/63)
  - Segunda sinfonía, en si bemol mayor, opus 53 (1864/65)
  - Serenata No. 1 en do mayor, para instrumentos de cuerda, opus 62 (1869)
  - Serenata No. 2 in F major, para instrumentos de cuerda, opus 63 (1869)
  - Serenata No. 3 in D minor, para violonchelo solista y otros instrumentos de cuerda, opus 69 (1870)
  - Obertura Ricardo III
  - Concierto para chelo en la menor, opus 33 (1853-55)
  - Konzertstück en do mayor, para piano y orquesta, opus 42 (1861)
- Música de cámara
  - Trío para piano No. 1 en fa mayor, opus 3, (1842/43)
  - Trío para piano No. 2 en si menor, opus 5, (1850)
  - Cuarteto de cuerdas No. 1 en la menor, opus 9 (1847/48)
  - Cuarteto de cuerdas No. 2 en sol menor, opus 14 (1846)
  - Cuarteto de cuerdas No. 3 en sol mayor, opus 34 (1856/57)
  - Cuarteto de cuerdas No. 4 en mi menor, opus 35 (1857)
  - Cuarteto de cuerdas No. 5 en fa menor, opus 37 (1858)
  - Cuarteto de cuerdas No. 6 en mi bemol mayor, opus 43 (1861)
- Música vocal
  - Canciones
- Música para piano
  - Sonata en do menor, opus 12
  - Variaciones sobre un tema de Händel, opus 26
  - Lieder der Großmutter, opus 27
  - Hungarian Sketches, opus 24 (4hdg., 1861)
  - 3 Marchas, opus 40 (4hdg., 1859)
  - Sonatina en sol mayor, opus 57 (4hdg., 1868)
  - Pequeñas piezas para cuatro manos

## Discografía
- CPO Records se ha preocupado de grabar la obra completa de Robert Volkmann. Incluye los cuartetos de cuerda completos por el Mannheimer Streichquartett, los tríos para piano por el Beethoven Trio Ravensburg, la obra orquestal completa bajo la dirección de Werner Andreas Albert.
- Hänssler Classic incluye un volumen en el que Carl Schuricht dirige la obertura Ricardo III.

### Audio
- "Burgmueller.com" (en formato Real Audio)

### Midis
- Robert Volkmann (alemán) *

- Datos: Q467848
- Multimedia: Robert Volkmann / Q467848